# Fußball-Club Bayern München 2017-2018 (femminile)
Questa voce raccoglie le informazioni riguardanti la sezione di calcio femminile del Fußball-Club Bayern München nelle competizioni ufficiali della stagione 2017-2018.

## Stagione
Durante il calciomercato estivo la società perde una delle sue migliori calciatrici e migliore marcatrice della squadra per le ultime due stagioni, l'olandese Vivianne Miedema, al Bayern dalla stagione 2014-2015, trasferitasi all'Arsenal.
Nella stagione 2017-2018 il Bayern Monaco ha disputato la Frauen-Bundesliga, massima serie del campionato tedesco femminile di calcio, totalizzando 53 punti in 22 giornate, frutto di 17 vittorie, due pareggi e tre sconfitte, concludendo al secondo posto a 3 punti dal Wolfsburg, risultato che permette alla squadra di partecipare alla prossima edizione di UEFA Women's Champions League.
Nella DFB-Pokal la squadra, entrata come da regolamento al secondo turno, dopo aver superato Alberweiler (3-0), Meppen agli ottavi (4-0), Saarbrücken ai quarti (15-0) e Turbine Potsdam in semifinale (3-1), ha disputato la finale con il Wolfsburg, detentore del titolo, al RheinEnergieStadion di Colonia, cedendo alle avversarie solo ai tiri di rigore dopo che i tempi regolamentari si erano chiusi a reti inviolate.
Il percorso in Champions League si interrompe già ai sedicesimi di finale, dove è stato eliminato dalle inglesi del Chelsea: dopo aver perso all'andata in trasferta per 1-0, la squadra riesce a vincere per 2-1 quella di ritorno, tuttavia pur chiudendo entrambe con i medesimi risultati e differenza reti, la regola dei gol fuori casa privilegia il Chelsea che passa il turno.
Bomber della squadra è la svedese Fridolina Rolfö, alla sua seconda stagione dopo essere arrivata durante la sessione invernale di calciomercato 2016-2017, con 9 reti siglate in campionato, alle quali si sommano le due in Coppa di Germania e una in Women's Champions League, in campionato seguita da Sara Däbritz con 8 centri, mentre divide la cifra di marcature totali (12) con l'olandese Jill Roord.

## Maglie e sponsor
Le tenute di gioco erano le stesse utilizzate dal Bayern Monaco maschile.
| Casa | Trasferta | Terza maglia |

## Rosa
Rosa, ruoli e numeri di maglia come da sito della federazione tedesca.
| N. |                        | Ruolo | Calciatrice          |
| -- | ---------------------- | ----- | -------------------- |
| 1  | Cina (bandiera)        | P     | Wang Fei             |
| 2  | Stati Uniti (bandiera) | D     | Gina Lewandowski     |
| 3  | Inghilterra (bandiera) | C     | Leah Galton          |
| 4  | Germania (bandiera)    | D     | Kristin Demann       |
| 5  | Francia (bandiera)     | D     | Laura Georges        |
| 6  | Paesi Bassi (bandiera) | C     | Lineth Beerensteyn   |
| 7  | Germania (bandiera)    | C     | Melanie Behringer    |
| 8  | Germania (bandiera)    | C     | Melanie Leupolz      |
| 9  | Serbia (bandiera)      | A     | Jovana Damnjanović   |
| 10 | Paesi Bassi (bandiera) | C     | Jill Roord           |
| 11 | Germania (bandiera)    | A     | Lena Lotzen          |
| 12 | Germania (bandiera)    | C     | Sydney Lohmann       |
| 13 | Rep. Ceca (bandiera)   | A     | Lucie Voňková        |
| 14 | Svezia (bandiera)      | A     | Fridolina Rolfö      |
| 18 | Slovacchia (bandiera)  | C     | Dominika Škorvánková |
| 19 | Austria (bandiera)     | D     | Carina Wenninger     |

| N. |                        | Ruolo | Calciatrice                  |
| -- | ---------------------- | ----- | ---------------------------- |
| 20 | Germania (bandiera)    | D     | Leonie Maier                 |
| 21 | Germania (bandiera)    | D     | Simone Laudehr               |
| 22 | Germania (bandiera)    | D     | Verena Faißt                 |
| 23 | Germania (bandiera)    | A     | Mandy Islacker               |
| 25 | Austria (bandiera)     | D     | Viktoria Schnaderbeck        |
| 27 | Germania (bandiera)    | D     | Anna Gerhardt                |
| 28 | Paesi Bassi (bandiera) | P     | Jacintha Weimar              |
| 29 | Germania (bandiera)    | A     | Nicole Rolser                |
| 31 | Austria (bandiera)     | P     | Manuela Zinsberger           |
| 32 | Finlandia (bandiera)   | P     | Tinja-Riikka Korpela         |
| 33 | Germania (bandiera)    | C     | Sara Däbritz                 |
| 38 | Germania (bandiera)    | C     | Kristin Kögel                |
|    | Paesi Bassi (bandiera) | D     | Claudia van den Heiligenberg |
|    | Germania (bandiera)    | C     | Ricarda Kießling             |
|    | Germania (bandiera)    | C     | Anja Pfluger                 |

## Calciomercato

### Sessione estiva
| Acquisti | Acquisti             | Acquisti           | Acquisti                                  |
| R.       | Nome                 | da                 | Modalità                                  |
| -------- | -------------------- | ------------------ | ----------------------------------------- |
| D        | Kristin Demann       | Hoffenheim         |                                           |
| C        | Sydney Lohmann       |                    | promossa in prima squadra dalle giovanili |
| C        | Jill Roord           | Twente             |                                           |
| C        | Dominika Škorvánková | Sand               |                                           |
| C        | Verena Wieder        |                    | promossa in prima squadra dalle giovanili |
| A        | Mandy Islacker       | 1. FFC Francoforte |                                           |
| A        | Lineth Beerensteyn   | Twente             |                                           |
| A        | Jovana Damnjanović   | Sand               |                                           |
| A        | Lucie Voňková        | Jena               |                                           |

| Cessioni | Cessioni               | Cessioni               | Cessioni |
| R.       | Nome                   | a                      | Modalità |
| -------- | ---------------------- | ---------------------- | -------- |
| D        | Caroline Abbé          | Zurigo                 |          |
| D        | Katharina Baunach      | Wolfsburg              |          |
| D        | Nora Holstad           | North Carolina Courage |          |
| D        | Stefanie van der Gragt | Ajax                   |          |
| C        | Vanessa Bürki          | Young Boys             |          |
| C        | Sarah Romert           |                        | ritirata |
| A        | Lisa Evans             | Arsenal                |          |
| A        | Vivianne Miedema       | Arsenal                |          |

### Sessione invernale
| Acquisti | Acquisti      | Acquisti            | Acquisti   |
| R.       | Nome          | da                  | Modalità   |
| -------- | ------------- | ------------------- | ---------- |
| P        | Wang Fei      | Jena                | svincolata |
| D        | Laura Georges | Paris Saint-Germain | svincolata |
| A        | Leah Galton   | Sky Blue            | svincolata |

| Cessioni | Cessioni | Cessioni | Cessioni |
| R.       | Nome     | a        | Modalità |
| -------- | -------- | -------- | -------- |
|          |          |          |          |

## Risultati

### Frauen-Bundesliga

#### Girone di andata
| Arbitro: | Wozniak (Herne) |

|  |           |                                             |
|  | Marcatori | 36’ Islacker 61’ Voňková 73’ (rig.) Laudehr |

| Arbitro: | Appelmann (Alzey) |

|  |           |             |
|  | Marcatori | 20’ Kayikçi |

| Arbitro: | Weigelt (Lipsia) |

|                             |           |  |
| Laudehr 51’ Beerensteyn 81’ | Marcatori |  |

| Arbitro: | Diekmann (Dortmund) |

|  |           |                                                  |
|  | Marcatori | 17’ Laudehr 39’ Rolfö 49’ Demann 63’ Beerensteyn |

| Arbitro: | Joos (Leinfelden-Echterdingen) |

|                                |           |  |
| Behringer 81’ (rig.) Roord 89’ | Marcatori |  |

| Arbitro: | Wildfeuer (Lubecca) |

|  |           |                                                                     |
|  | Marcatori | 6’ (aut.) Utes 8’ Islacker 48’ Rolfö 58’ Voňková 85’ (rig.) Laudehr |

| Arbitro: | Derlin (Bad Schwartau) |

|                                   |           |         |
| Voňková 26’ Lohmann 29’ Roord 54’ | Marcatori | 6’ Nati |

| Arbitro: | Wacker (Lehrensteinsfeld) |

|                           |           |                               |
| Kiwic 53’ Chmielinski 80’ | Marcatori | 8’ (rig.) Behringer 70’ Rolfö |

| Arbitro: | Stolz (Pritzwalk) |

|                                             |           |             |
| Islacker 55’, 61’ Roord 58’ Damnjanović 87’ | Marcatori | 23’ Volkmer |

| Arbitro: | Rafalski (Baunatal) |

|                                    |           |                 |
| Pajor 2’ Gunnarsdóttir 5’ Popp 32’ | Marcatori | 18’ Damnjanović |

| Arbitro: | Kunkel (Amburgo) |

|                                      |           |  |
| Rolser 37’ Lewandowski 73’ Roord 79’ | Marcatori |  |

#### Girone di ritorno
| Arbitro: | Weigelt (Lipsia) |

|                      |           |           |
| Rolser 76’ Rolfö 90’ | Marcatori | 23’ Knaak |

| Arbitro: | Wozniak (Herne) |

|                  |           |  |
| Kayikçi 62’, 86’ | Marcatori |  |

| Arbitro: | Michel (Gau-Odernheim) |

|  |           |                                                                                 |
|  | Marcatori | 11’, 44’ Rolfö 14’ Wenninger 33’, 80’ Behringer 45’ Däbritz 47’ Roord 85’ Maier |

| Arbitro: | Heimann (Gladbeck) |

|             |           |  |
| Däbritz 36’ | Marcatori |  |

| Arbitro: | Hussein (Bad Harzburg) |

|  |           |                                                  |
|  | Marcatori | 6’ Rolfö 69’ Islacker 90’ Demann 90+3’ Wenninger |

| Monaco di Baviera 22 aprile 2018, ore 14:00 CEST 17ª giornata | Bayern Monaco                  | 0 – 0 referto | Jena | Stadion an der Grünwalder Straße (433 spett.)\| Arbitro: \| Joos (Leinfelden-Echterdingen) \| |
| Arbitro:                                                      | Joos (Leinfelden-Echterdingen) |               |      |                                                                                               |

| Arbitro: | Schlemmer (Nußbach) |

|            |           |                                 |
| Radtke 55’ | Marcatori | 14’ Däbritz 47’ Roord 83’ Rolfö |

| Arbitro: | Appelmann (Alzey) |

|                                           |           |  |
| Rolser 7’, 60’, 75’ Maier 77’ Däbritz 88’ | Marcatori |  |

| Arbitro: | Diekmann (Dortmund) |

|                    |           |                                                                           |
| Eta 7’ Volkmer 63’ | Marcatori | 45’, 54’, 64’ Däbritz 46’ Lewandowski 58’ Rolser 70’ Islacker 84’ Voňková |

| Arbitro: | Wacker (Lehrensteinsfeld) |

|                           |           |             |
| Škorvánková 18’ Rolfö 36’ | Marcatori | 48’ Jakabfi |

| Arbitro: | Kunkel (Amburgo) |

|  |           |             |
|  | Marcatori | 26’ Däbritz |

### DFB-Pokal
| Arbitro: | Karoline Wacker (Marbach am Neckar) |

|  |           |                                     |
|  | Marcatori | 32’, 90+3’ (rig.) Voňková 85’ Rolfö |

| Arbitro: | Kathrin Heimann (Gladbeck) |

|  |           |                                                       |
|  | Marcatori | 6’ (rig.) Laudehr 41’ Wenninger 57’ Faißt 76’ Leupolz |

| Arbitro: | Karoline Wacker (Marbach am Neckar) |

|  |           | |
|  | Marcatori | 3’, 22’, 26’, 71’, 73’, 85’ Roord 12’, 45’, 63’, 83’ Rolser 31’ Demann 40’ Rolfö 76’ (rig.), 86’, 90’ Islacker |

| Arbitro: | Marina Wozniak (Herne) |

|                        |           |           |
| Maier Wenninger Rolser | Marcatori | Prašnikar |

| Arbitro: | Sandra Stolz (Pritzwalk) |

|                                         |                      |                                           |
| Kerschowski Jakabfi Masar Harder Hansen | Tiri di rigore 3 – 2 | Behringer Demann Islacker Voňková Laudehr |

### UEFA Champions League
| Arbitro: | Olga Zadinová |

|            |           |  |
| Spence 10’ | Marcatori |  |

| Arbitro: | Katalin Kulcsár |

|                       |           |           |
| Rolfö 76’ Voňková 83’ | Marcatori | 60’ Kirby |

## Statistiche

### Statistiche di squadra
| Competizione         | Punti | In casa | In casa | In casa | In casa | In casa | In casa | In trasferta | In trasferta | In trasferta | In trasferta | In trasferta | In trasferta | Totale | Totale | Totale | Totale | Totale | Totale | DR  |
| Competizione         | Punti | G       | V       | N       | P       | Gf      | Gs      | G            | V            | N            | P            | Gf           | Gs           | G      | V      | N      | P      | Gf     | Gs     | DR  |
| -------------------- | ----- | ------- | ------- | ------- | ------- | ------- | ------- | ------------ | ------------ | ------------ | ------------ | ------------ | ------------ | ------ | ------ | ------ | ------ | ------ | ------ | --- |
| Frauen Bundesliga    | 53    | 11      | 9       | 1       | 1       | 24      | 5       | 11           | 8            | 1            | 2            | 38           | 10           | 22     | 17     | 2      | 3      | 62     | 15     | +47 |
| DFB-Pokal der Frauen | -     | 1       | 1       | 0       | 0       | 3       | 1       | 3            | 2            | 1            | 0            | 19           | 0            | 4      | 3      | 1      | 0      | 22     | 1      | +21 |
| Champions League     | -     | 1       | 1       | 0       | 0       | 2       | 1       | 1            | 0            | 0            | 1            | 0            | 1            | 2      | 1      | 0      | 1      | 2      | 2      | 0   |
| Totale               | -     | 13      | 11      | 1       | 1       | 29      | 7       | 15           | 10           | 2            | 3            | 57           | 11           | 28     | 21     | 3      | 4      | 86     | 18     | +68 |

### Andamento in campionato
| Giornata  | 1 | 2 | 3 | 4 | 5 | 6 | 7 | 8 | 9 | 10 | 11 | 12 | 13 | 14 | 15 | 16 | 17 | 18 | 19 | 20 | 21 | 22 |
| --------- | - | - | - | - | - | - | - | - | - | -- | -- | -- | -- | -- | -- | -- | -- | -- | -- | -- | -- | -- |
| Luogo     | T | C | C | T | C | T | C | T | C | T  | C  | C  | T  | T  | C  | T  | C  | T  | C  | T  | C  | T  |
| Risultato | V | P | V | V | V | V | V | N | V | P  | V  | V  | P  | V  | V  | V  | N  | V  | V  | V  | V  | V  |
| Posizione | 3 | 5 | 4 | 3 | 3 | 3 | 2 | 3 | 2 | 3  | 3  | 2  | 3  | 2  | 2  | 2  | 2  | 2  | 2  | 2  | 2  | 2  |

Legenda:

Luogo: C = Casa; T = Trasferta. Risultato: V = Vittoria; N = Pareggio; P = Sconfitta.

### Statistiche delle giocatrici
| Giocatore               | Frauen-Bundesliga | Frauen-Bundesliga | Frauen-Bundesliga | Frauen-Bundesliga | DFB-Pokal der Frauen | DFB-Pokal der Frauen | DFB-Pokal der Frauen | DFB-Pokal der Frauen | Champions League | Champions League | Champions League | Champions League | Totale   | Totale | Totale      | Totale     |
| Giocatore               | Presenze          | Reti              | Ammonizioni       | Espulsioni        | Presenze             | Reti                 | Ammonizioni          | Espulsioni           | Presenze         | Reti             | Ammonizioni      | Espulsioni       | Presenze | Reti   | Ammonizioni | Espulsioni |
| ----------------------- | ----------------- | ----------------- | ----------------- | ----------------- | -------------------- | -------------------- | -------------------- | -------------------- | ---------------- | ---------------- | ---------------- | ---------------- | -------- | ------ | ----------- | ---------- |
| L. Beerensteyn          | 10                | 2                 | 0                 | 0                 | 3                    | 0                    | 0                    | 0                    | 1                | 0                | 0                | 0                | 14       | 2      | 0           | 0          |
| M. Behringer            | 18                | 4                 | 0                 | 0                 | 4                    | 0                    | 0                    | 0                    | 2                | 0                | 0                | 0                | 24       | 4      | 0           | 0          |
| S. Däbritz              | 16                | 8                 | 1                 | 0                 | 4                    | 0                    | 0                    | 0                    | 0                | 0                | 0                | 0                | 20       | 8      | 1           | 0          |
| J. Damnjanović          | 3                 | 2                 | 0                 | 1                 | 1                    | 0                    | 0                    | 0                    | -                | -                | -                | -                | 4        | 2      | 0           | 1          |
| K. Demann               | 14                | 0                 | 1                 | 0                 | 3                    | 1                    | 0                    | 0                    | 2                | 0                | 0                | 0                | 19       | 1      | 1           | 0          |
| V. Faißt                | 17                | 0                 | 0                 | 0                 | 4                    | 1                    | 0                    | 0                    | 2                | 0                | 0                | 0                | 23       | 1      | 0           | 0          |
| L. Galton               | 1                 | 0                 | 0                 | 0                 | 1                    | 0                    | 0                    | 0                    | -                | -                | -                | -                | 2        | 0      | 0           | 0          |
| A. Gerhardt             | -                 | -                 | -                 | -                 | -                    | -                    | -                    | -                    | -                | -                | -                | -                | -        | -      | -           | -          |
| L. Georges              | 1                 | 0                 | 0                 | 0                 | -                    | -                    | -                    | -                    | -                | -                | -                | -                | 1        | 0      | 0           | 0          |
| R. Kießling             | -                 | -                 | -                 | -                 | 1                    | 0                    | 0                    | 0                    | -                | -                | -                | -                | 1        | 0      | 0           | 0          |
| K. Kögel                | -                 | -                 | -                 | -                 | 1                    | 0                    | 0                    | 0                    | -                | -                | -                | -                | 1        | 0      | 0           | 0          |
| T-R. Korpela            | 2                 | -1                | 0                 | 0                 | 2                    | 0                    | 0                    | 0                    | 0                | 0                | 0                | 0                | 4        | -1     | 0           | 0          |
| M. Islacker             | 20                | 6                 | 3                 | 0                 | 3                    | 3                    | 0                    | 0                    | 1                | 0                | 0                | 0                | 24       | 9      | 3           | 0          |
| S. Laudehr              | 13                | 4                 | 2                 | 0                 | 2                    | 1                    | 0                    | 0                    | 2                | 0                | 1                | 0                | 17       | 5      | 3           | 0          |
| M. Leupolz              | 19                | 0                 | 2                 | 0                 | 4                    | 1                    | 0                    | 0                    | 2                | 0                | 0                | 0                | 25       | 1      | 2           | 0          |
| G. Lewandowski          | 17                | 2                 | 2                 | 0                 | 3                    | 0                    | 0                    | 0                    | 2                | 0                | 1                | 0                | 22       | 2      | 3           | 0          |
| S. Lohmann              | 1                 | 0                 | 0                 | 0                 | -                    | -                    | -                    | -                    | -                | -                | -                | -                | 1        | 0      | 0           | 0          |
| L. Lotzen               | -                 | -                 | -                 | -                 | -                    | -                    | -                    | -                    | -                | -                | -                | -                | -        | -      | -           | -          |
| L. Maier                | 18                | 2                 | 2                 | 0                 | 5                    | 1                    | 0                    | 0                    | 2                | 0                | 0                | 0                | 25       | 3      | 2           | 0          |
| A. Pfluger              | -                 | -                 | -                 | -                 | 1                    | 0                    | 0                    | 0                    | -                | -                | -                | -                | 1        | 0      | 0           | 0          |
| F. Rolfö                | 19                | 9                 | 1                 | 0                 | 4                    | 2                    | 0                    | 0                    | 2                | 1                | 0                | 0                | 25       | 12     | 1           | 0          |
| N. Rolser               | 19                | 6                 | 0                 | 0                 | 4                    | 5                    | 0                    | 0                    | 2                | 0                | 0                | 0                | 25       | 11     | 0           | 0          |
| J. Roord                | 17                | 6                 | 2                 | 0                 | 5                    | 6                    | 0                    | 0                    | 1                | 0                | 0                | 0                | 23       | 12     | 2           | 0          |
| V. Schnaderbeck         | 3                 | 0                 | 1                 | 0                 | -                    | -                    | -                    | -                    | -                | -                | -                | -                | 3        | 0      | 1           | 0          |
| D. Škorvánková          | 18                | 1                 | 1                 | 0                 | 2                    | 0                    | 1                    | 0                    | 2                | 0                | 0                | 0                | 22       | 1      | 2           | 0          |
| I. Slipčević            | -                 | -                 | -                 | -                 | -                    | -                    | -                    | -                    | -                | -                | -                | -                | -        | -      | -           | -          |
| C. Van den Heiligenberg | -                 | -                 | -                 | -                 | -                    | -                    | -                    | -                    | -                | -                | -                | -                | -        | -      | -           | -          |
| L. Voňková              | -                 | -                 | -                 | -                 | 1                    | 0                    | 0                    | 0                    | -                | -                | -                | -                | 1        | 0      | 0           | 0          |
| F. Wang                 | -                 | -                 | -                 | -                 | -                    | -                    | -                    | -                    | -                | -                | -                | -                | -        | -      | -           | -          |
| J. Weimar               | -                 | -                 | -                 | -                 | -                    | -                    | -                    | -                    | 0                | 0                | 0                | 0                | 0        | 0      | 0           | 0          |
| C. Wenninger            | 20                | 2                 | 0                 | 0                 | 5                    | 2                    | 0                    | 0                    | 0                | 0                | 0                | 0                | 25       | 4      | 0           | 0          |
| V. Wieder               | 6                 | 0                 | 0                 | 0                 | 1                    | 0                    | 0                    | 0                    | 0                | 0                | 0                | 0                | 7        | 0      | 0           | 0          |
| M. Zinsberger           | 20                | -14               | 0                 | 0                 | 3                    | -1                   | 0                    | 0                    | 2                | -2               | 0                | 0                | 25       | -17    | 0           | 0          |